# Takeshi Tsuchiya

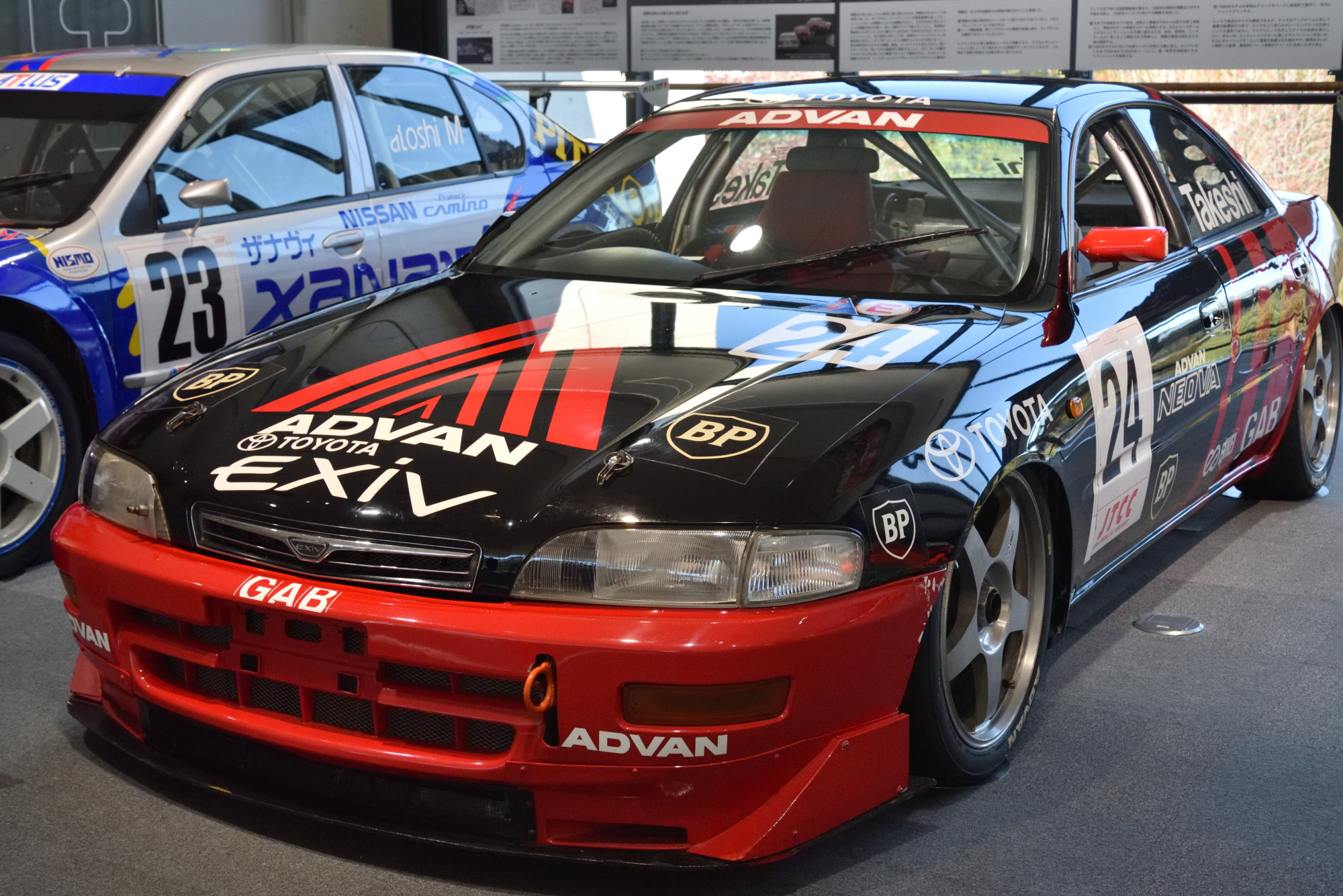
Der Toyota Corona mit dem Takeshi Tsuchiya 1998 in der japanischen Tourenwagen-Meisterschaft am Start war

Takeshi Tsuchiya (jap. 土屋 武士, Tsuchiya Takeshi; * 4. November 1972 in der Präfektur Kanagawa) ist ein ehemaliger japanischer Autorennfahrer.

## Karriere als Rennfahrer
Takeshi Tsuchiya bestritt zwischen 1994 und 2019 über 200 Rennen vornehmlich in der japanischen Rennszene. so startete er unter anderem in der Japanischen GT-Meisterschaft, der japanischen Formel 3 Meisterschaft, der japanischen Formel Nippon und der japanischen Tourenwagen-Meisterschaft. Seine beste Saisonplatzierung errang er als Meisterschaftsdritter der japanischen F3 1997. 2013 und 2014 startete er in der Asian Le Mans Series.
Takeshi Tsuchiya war in seiner Karriere einmal beim 24-Stunden-Rennen von Le Mans am Start. 1998 fuhr er gemeinsam mit Fredrik Ekblom und Patrice Gay einen Werks-Courage C51. Das Trio musste nach einem Leck im Kühler das Rennen vorzeitig aufgeben.
2016, 2018 und 19 startete er zudem beim 24h-Rennen am Nürburgring als Teammitglied des Toyota Gazoo Racing Teams auf Fahrzeugen der Marke Lexus.

## Statistik

### Le-Mans-Ergebnisse
| Jahr | Team                | Fahrzeug    | Teamkollege    | Teamkollege | Platzierung | Ausfallgrund   |
| ---- | ------------------- | ----------- | -------------- | ----------- | ----------- | -------------- |
| 1998 | Courage Compétition | Courage C51 | Fredrik Ekblom | Patrice Gay | Ausfall     | Leck im Kühler |